# 排气扇

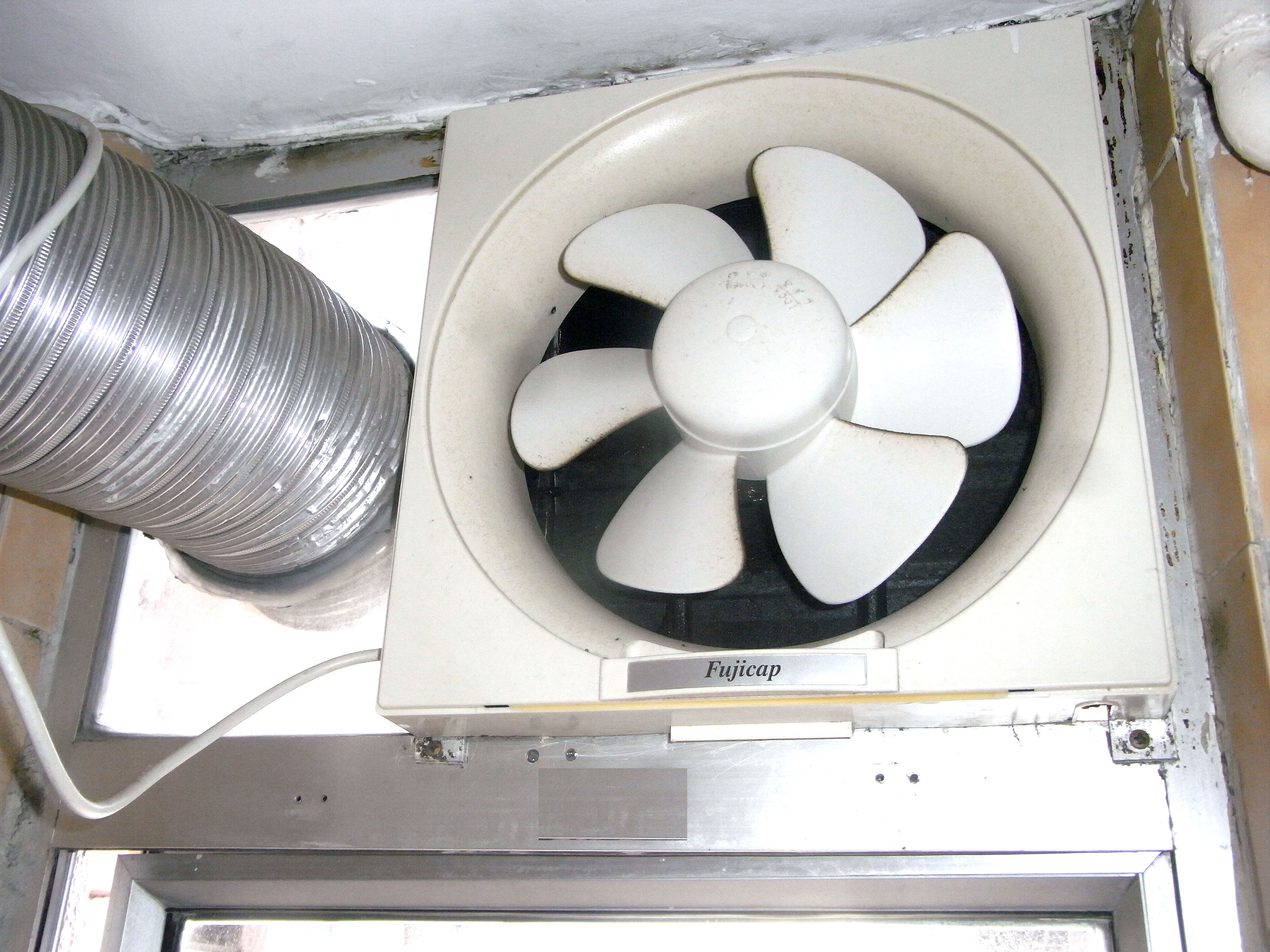
厨房排气扇

排气扇（又称抽气扇、換氣扇）是種風扇，通常裝在廁所或廚房的窗邊或者天花板頂頭，用来把室内的空气抽出室外（也有把室外的空氣抽入的產品），使空气流通。

## 分類

### 按安裝方式
- 窗口式
- 掛牆式
- 天花板式
- 浴室專用

### 按換氣方向
- 只可抽入
- 可抽入或抽出

### 按背板類型
- 風力開合背板
  - 靠排氣扇產生的風力打開，關機後有可能會被天然風影響而產生噪音。

- 索動鎧板（背板）
- 電動背板

### 按特別功能
- 風速選擇功能

- 防風雨功能
  - 蝸牛式（Helicoid）
  - 弧形機背設計有效防止雨水進入
  - 背板未端呈掛勾形，有效擋風

- 網罩功能（避免被扇葉所傷）

- 扇葉快速解鎖功能（無需用螺絲帽固定）

- 盛油盤功能

- 延時關機功能（關機後繼續運作數分鐘）

- 耐用功能（更多金屬部分）

## 測試報告
消費者委員會 (香港)於2009年9月15日在《選擇》月刊第395期發表了一篇名為《3款抽氣扇安全有待改善》的文章，對10款不同牌子、尺寸及號型的抽氣扇發表了測試報告。